# Friedrich Nolte
Friedrich Nolte (* 29. Juli 1887 in Harpen; † 1. April 1955) war ein deutscher Berghauptmann des Oberbergamtes Dortmund.

## Leben
Bevor Friedrich Nolte an den Universitäten München und Berlin ein Studium absolvierte, machte er zunächst ein Praktikum im Oberbergamt Dortmund. Nach den beiden Staatsexamina trat er am 18. Juni 1910 die Stelle als Bergassessor an. Er war bei der  Concordia Bergbau AG in Oberhausen beschäftigt, als er 1914 Kriegsdienst leisten musste. Nach dem Krieg fand er Beschäftigung als Revierberginspektor in Wattenscheid und später in verschiedenen Bergrevieren. 1930 kam Nolte zum Oberbergamt Dortmund zurück, wurde zum Oberbergrat befördert und nahm im Jahr darauf die Stelle des Polizeidezernenten Dortmund wahr. 1933 war er als Oberbergamtsdirektor der ständige Vertreter des Berghauptmanns Dortmund. 1936 zunächst als Berghauptmann in Breslau eingesetzt, erhielt er am 25. Juni 1940 die Stelle des Berghauptmanns in Dortmund und blieb bis zu seiner Pensionierung zum Jahresende 1949 in dieser Position.